# Municipalità locale di Laingsburg
Laingsburg è una municipalità locale (in inglese Laingsburg Local Municipality) appartenente alla municipalità distrettuale di Central Karoo  della  provincia del Capo Occidentale in Sudafrica. 
In base al censimento del 2001 la sua popolazione è di 6.679 abitanti.
La sede amministrativa e legislativa è la città di Laingsburg e il suo territorio si estende su una superficie di 8.784 km² e non è suddiviso in nessuna circoscrizione elettorali (wards). Il suo codice di distretto è WC051.

## Geografia fisica

### Confini
La municipalità locale di Laingsburg confina a nord con quella di Karoo Hoogland (Namakwa/Provincia del Capo Settentrionale), a est con quelle di Prince Albert e Beaufort West, a sud con quella di Kannaland (Eden) e a ovest con il District Management Areas WCDMA02.

### Città e comuni
- Anysberg
- Bantams
- Baviaan
- Ezelsfontein
- Geelbek
- Hilandale
- Konstabel
- Koringplaas
- Koup
- Laingsburg
- Matjiesfontein
- Prince Albert Road
- Rouxpos
- Seweweekspoort
- Tweeside
- Viskuil
- Vleifontein
- Vleiland
- Whitehill

### Fiumi
- Anys
- Bobbejaan
- Bosluiskloof
- Buffels
- Driefontein se
- Dwyka
- Elandskloof
- Frieshoek
- Gamka
- Geelbek
- Groot
- Jakkals
- Juk
- Kerks
- Koeel
- Komberg
- Meintjiesplaas
- Patats
- Prins
- Steenkamp
- Swaerkraal se
- Tuin
- Wilgehout
- Wilgerbos
- Witbergs

### Dighe
- Floriskraal Dam
- Gamkapoortdam